# Desoxiadenosina
La Desosxiadenosina amb fórmula C10H13N₅O₃
és un desoxirribonucleòsid. És un derivat químic del nucleòsid adenosina i en difereix per la substitució del grup hidroxil(-OH) per hidrogen a la posició 2' de la ribosa.